# Mångsjön
Mångsjön är en sjö i Mora kommun i Dalarna och ingår i Dalälvens huvudavrinningsområde. Sjön har en area på 0,479 kvadratkilometer och ligger 201,2 meter över havet. Sjön avvattnas av vattendraget Mångån (Oloksån). Vid provfiske har abborre, gers och gädda fångats i sjön.

## Delavrinningsområde
Mångsjön ingår i det delavrinningsområde (674828-143384) som SMHI kallar för Utloppet av Mångsjön. Medelhöjden är 228 meter över havet och ytan är 3,56 kvadratkilometer. Räknas de 11 avrinningsområdena uppströms in blir den ackumulerade arean 103,57 kvadratkilometer. Mångån (Oloksån) som avvattnar avrinningsområdet har biflödesordning 2, vilket innebär att vattnet flödar genom totalt 2 vattendrag innan det når havet efter 308 kilometer. Avrinningsområdet består mestadels av skog (73 procent). Avrinningsområdet har 0,48 kvadratkilometer vattenytor vilket ger det en sjöprocent på 13,4 procent. Bebyggelsen i området täcker en yta av 0,18 kvadratkilometer eller 5 procent av avrinningsområdet.